# Constand Viljoen

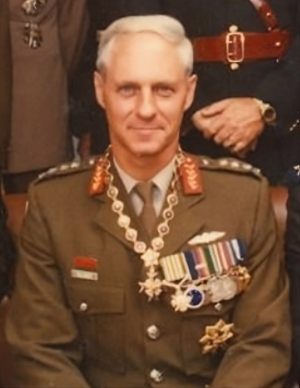
Constand Viljoen omstreeks 1985

Constand Laubscher Viljoen (Standerton, 28 oktober 1933 – Ohrigstad, 3 april 2020) was een Zuid-Afrikaans militair en politicus. 
Viljoen was deel van een eeneiige tweeling. Omdat er onvoldoende geld was om beide broers te laten verder studeren, nam Constand Viljoen dienst in het leger terwijl zijn tweelingbroer Abraham (Braam) theologie ging studeren in Pretoria en dominee werd. Constand Viljoen bleek te beschikken over een briljant militair brein en maakte snel carrière. Hij werd opperbevelhebber van de Zuid-Afrikaanse Weermacht. Bij het einde van de Apartheid voerde Viljoen gesprekken met Eugène Terre'Blanche van de Afrikaner Weerstandsbeweging, evenals met Nelson Mandela. Hij legde zich neer bij de afschaffing van het Apartheidsregime. Bij zijn overlijden in 2020 stelde de oud-ANC-minister Mac Maharaj, die namens het ANC onderhandelde in de periode voorafgaand aan de eerste vrije verkiezingen, dat de rol van Viljoen cruciaal was bij het neutraliseren van de dreiging met geweld van de rechter zijde.
Viljoen wordt door sommigen gecrediteerd met het hebben gemaakt van toenaderingen die ertoe hebben bijgedragen dat blanke Zuid-Afrikanen het algemeen kiesrecht en vrije verkiezingen aanvaardden, zoals met zijn beroemde toespraak op de jaarlijkse Broederbond-vergadering op Voortrekkerhoogte, waarin hij over de zwarte Zuid-Afrikanen in zijn leger zei: "Als ze voor Zuid-Afrika kunnen vechten, dan kunnen ze ook in Zuid-Afrika stemmen!". In 1993 vormden Viljoen en collega-gepensioneerde generaals het Afrikaner Volksfront, een overkoepelend orgaan voor conservatieve Afrikaners. Naar verluidt had Viljoen echter gespannen relaties met de leiders van andere rechtse partijen, die hem te gematigd vonden.
Na zijn opruststelling ging Viljoen in de politiek en richtte het Vryheidsfront op. Hij streefde naar een eigen volksstaat voor de Afrikaners. Zijn partij haalde bij de eerste vrije verkiezingen 400.000 stemmen en negen zetels in het Kaaps parlement.
- Gemeinsame Normdatei: 107648963X
- International Standard Name Identifier: 0000 0000 4178 0606
- Library of Congress Control Number: no2002105124
- Système universitaire de documentation: 243276494
- Virtual International Authority File: 61222347
- WorldCat: E39PBJgMFHk3kBB8fKtvDPY9Dq